# Parc national de l'Apennin tosco-émilien
Le parc national de l'Apennin tosco-émilien est un lieu naturel préservé, dans le centre nord de l'Italie, situé au cœur d'un domaine réputé tant pour ses caractéristiques naturelles que pour ses produits locaux et artisanaux de qualité. Le parc national a été fondé en 2001, il couvre une surface de 236 km2, dont 164 km2 en Émilie Romagne et 72 km2 en Toscane. Il est inclus dans les provinces de Massa et Carrara, Lucques, Reggio d'Émilie et Parme.

## Géographie
Le territoire du Parc comprend la zone de montagnes entre Cisa et Forbici. La forêt des crêtes sépare la Toscane de l'Émilie. Le Parc National n'est pas loin des Parcs nationaux des Cinque Terre et des Forêts du Casentino, Monte Falterona, Campigna.
La zone est dominée par les sommets de l'Alpe di Succiso, Monte Prado et Monte Cusna (jusqu'à 2 121 m), des lacs, de la haute montagne et des prairies. En Émilie, Pietra di Bismantova domine le paysage avec ses parois verticales. Le Parc dispose d'un large éventail d'environnements allant de la prairie, des landes, jusqu'aux inaccessibles sommets. Il comprend des lacs, des cascades, des ruisseaux qui sont entourés par des parois rocheuses. Les animaux sauvages comme le loup, le mouflon, le chevreuil, le cerf, l'aigle royal, et de nombreuses espèces botaniques rares vivent dans le Parc.